# Marta Fuchs

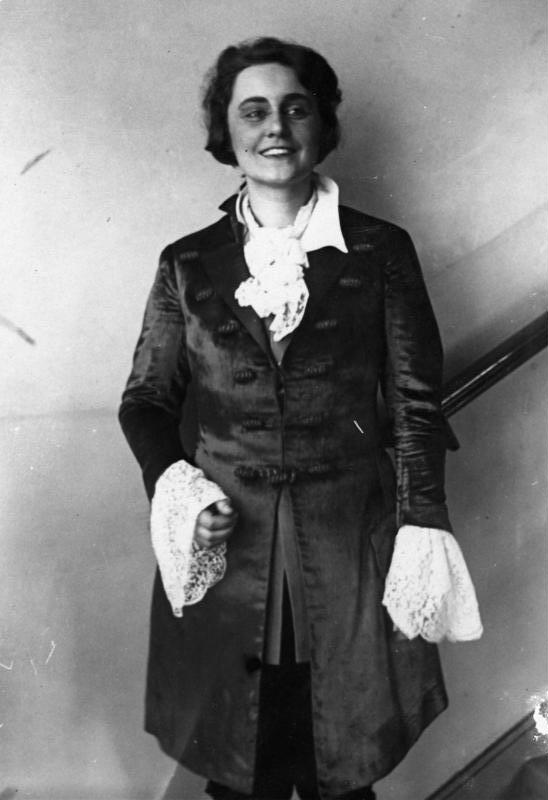
Marta Fuchs bei der Probe zum „Rosenkavalier“ an der Staatsoper (1937)

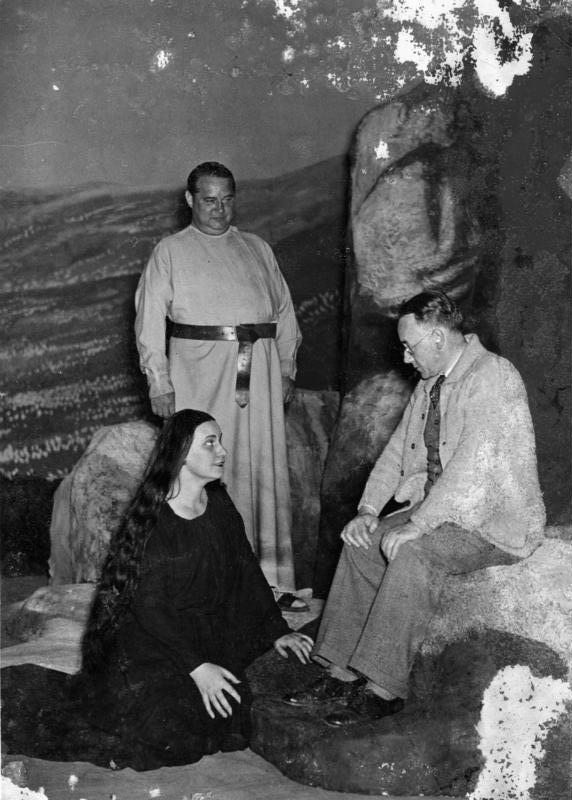
Marta Fuchs als Kundry mit Heinz Tietjen und Ivar Andrésen bei den Proben zum Parsifal, Bayreuther Festspiele 1936

Marta Fuchs (* 1. Januar 1898 in Stuttgart; † 22. September 1974 in Stuttgart-Sonnenberg) war eine deutsche Konzert- und Opernsängerin.

## Leben
Marta Fuchs ist in einer Künstlerfamilie aufgewachsen; der Vater war Dekorationsmaler, Innungsvorstand und Stadtrat. Er verfügte, wie auch die Mutter über eine gute Stimme, und sang in mehreren Chören. So kam Marta Fuchs zur Musik und Gesang. Später bemühten sich die Eltern um die Karriere ihrer Tochter. Marta besuchte das Königin-Katharina-Stift-Gymnasium Stuttgart und studierte an der Hochschule für Musik bei Max von Pauer, Kammersänger Lang und Möhlknabl. 1923 mit 25 Jahren begann sie ihre Laufbahn als Konzertsängerin und bei Konzerte und Oratorien. Dann ergänzte sie ihre Ausbildung durch dramatischen Unterricht bei Koreny-Scherk in Stuttgart und debütierte 1928 auf der Opernbühne am Stadttheater Aachen mit Glucks Orpheus, Azucena in Verdis Troubadour und Bizets Carmen.
1930 wechselte sie an die Staatsoper in Dresden. Nach der Umschulung vom Alt zum hochdramatischen Sopran sang sie u. a. Marschallin, Isolde, Brünnhilde, Arabella und im Fidelio. Einen Teil ihrer Alt-Partien behielt sie sogar nach ihrem Fachwechsel zum dramatischen Sopran bei. Seit 1935 gehörte sie auch dem Ensemble der Staatsoper und des Deutschen Opernhauses Berlin an und gastierte in Amsterdam, Prag, Paris, London, Florenz, Wien.
In den Jahren von 1933 bis 1942 stand sie im Mittelpunkt der Bayreuther Festspiele, wo man sie als Isolde, Kundry und vor allem als Brünnhilde feierte. Am 20. Februar 1935 übernahm sie die Partie der Maria Tudor in der Uraufführung von Rudolf Wagner-Régenys Der Günstling.
In den 30er und 40er Jahren gehörte sie zur Elite der Wagner- und Strauss-Sängerinnen.
Marta Fuchs wurde aktives Mitglied der Christengemeinschaft und 1924 Mitglied der Anthroposophischen Gesellschaft.
Dem nationalsozialistischen Regime stand sie allerdings distanziert gegenüber. Legendär ist ihr angeblich im schwäbischen Dialekt geführtes Gespräch in Bayreuth mit Hitler im Jahr 1938: „Herr Hitler, Sie mache ä Krieg, das dürfe Sie net.“ Auf Hitlers verneinende Beteuerung antwortete Fuchs: „Ich traue Ihnen net“. Im Mai 1939 fragte Hitler sie bei einem neuerlichen Empfang: „Frau Fuchs habe ich ä Krieg gemacht?“ Marta Fuchs soll geantwortet haben: „Ich traue Ihnen trotzdem net. Sie machen einen“. Mit Hitler und Göring persönlich bekannt, setzte sie sich mit ihrem Namen in Petitionen für den Fortbestand der anthroposophischen Arbeit ein. Am 25. Juni 1941 setzte sie sich für die Aufhebung der Maßnahmen ein, die gegen die Christengemeinschaft verhängt wurden.
1941 sang sie die Fidelio-Leonore an der römischen Oper.
Gastspiele gab sie in Bayreuth (z. B. 1938 Kundry in Parsifal), Amsterdam, Paris, London, Berlin, Wien und Salzburg.
Nach Leoš Janáčeks Jenůfa 1944, in der sie die Küsterin war, schrieb ihr Fedor Stepun: „Eine wirklich vollkommene Vereinigung von Spiel und Gesang und damit eine wahre Erfüllung der Oper habe ich bis jetzt nur in dem großartigen Komödiantentum des genialen Schaljapin und in Ihrer so ganz anderen priesterlichen verinnerlichten Kunst verwirklicht gefunden und wenn Ihnen Ihre Gestaltung so vollkommen gelungen ist, so liegt das nicht zuletzt darin, dass Ihr Spiel sich stilistisch nicht im Naturalistisch-Psychologischen, sondern im mysterienhaft-tragischen Raum bewegt.“ Furtwängler schrieb nach einer Isolde am 3. Februar 1944 in Berlin, eine so schöne Darstellung und eine solche Verklärung im Liebestod habe er noch nie erlebt. Fuchs stand 1944 in der Gottbegnadeten-Liste des Reichsministeriums für Volksaufklärung und Propaganda.
Nach dem Untergang Dresdens am 13. Februar 1945 floh Marta Fuchs in ihr Haus am Tegernsee, dann nach Stuttgart, sang noch gastweise an der Stuttgarter Oper, auf Tagungen der Christengemeinschaft und 1948 bei einer Tagung der Waldorflehrer. 1952 erfolgte ihr Rückzug von der Bühne.
In einem Altersheim in Stuttgart-Sonnenberg starb sie am 22. September 1974.

## Darstellung Marta Fuchs’in der bildenden Kunst
- Hanna Hausmann-Kohlmann: Marta Fuchs (1949, Scherenschnitt)[7]